# Massimiliano Duran
Massimiliano Duran (né le 3 novembre 1963 à Ferrare, en Émilie-Romagne) est un boxeur italien.

## Biographie
Massimiliano Duran devient champion du monde des poids lourds-légers WBC le 27 juillet 1990 en battant par disqualification au 11e round Carlos De León. Duran conserve sa ceinture face au français Anaclet Wamba mais perd le combat revanche organisé à Palerme le 20 juillet 1991 ainsi que le 3e combat.